# Шехурин, Диодор Ефремович
Диодор Ефремович Шехурин (25 декабря 1925, Архангельск, Архангельская губерния, РСФСР, СССР — 19 декабря 1992, Санкт-Петербург, РФ) — советский преподаватель и специалист в области информатики, кандидат педагогических наук (1970), участник ВОВ.

## Биография
Родился 25 декабря 1925 года в Архангельске в семье революционеров — Ефрема Михайловича и Ксении Ивановны. Судьба распорядилась очень жестоко с ним, он потерял обоих родителей — мать скончалась от болезни, отец репрессирован и отправлен в каторгу. Чтобы найти своего отца, от пешком в лютый мороз отправился в Сибирь, посетил много тюрем и в одной из них нашёл своего отца, но был пойман милицией и отправлен в один из детских домов. В 1943 году был мобилизован в армию и направлен на фронт, где вскоре был ранен и после лечения в госпитале вернулся на фронт и прошёл всю войну. В 1946 году поступил в Военную академию иностранных языков, которую он окончил в 1951 году, после окончания которой работал на различных предприятиях. В 1955 году был принят на работу в НИИ магнитодиэлектриков, где он заведовал отделом НТИ вплоть до 1972 года. В 1973 году был принят на работу в ЛГИК, где он заведовал кафедрой технической литературы, впоследствии перешёл на кафедру информатики и технических средств там же.
Скончался 19 декабря 1992 года в Санкт-Петербурге, немного не дожив до своего дня рождения.

## Научные работы
Основные научные работы посвящены библиотековедению. Автор свыше 100 научных работ.